# Salvaterra de Magos
Salvaterra de Magos és un municipi portuguès, situat al districte de Santarém, a la regió d'Alentejo i a la subregió de Lezíria do Tejo. L'any 2004 tenia 20.908 habitants. Limita al nord amb Almeirim, a l'est i sud amb Coruche, al sud-oest amb Benavente i al nord-oest amb Azambuja i Cartaxo.

## Població
| Població del concelho de Salvaterra de Magos (1801 – 2004) | Població del concelho de Salvaterra de Magos (1801 – 2004) | Població del concelho de Salvaterra de Magos (1801 – 2004) | Població del concelho de Salvaterra de Magos (1801 – 2004) | Població del concelho de Salvaterra de Magos (1801 – 2004) | Població del concelho de Salvaterra de Magos (1801 – 2004) | Població del concelho de Salvaterra de Magos (1801 – 2004) | Població del concelho de Salvaterra de Magos (1801 – 2004) | Població del concelho de Salvaterra de Magos (1801 – 2004) |
| ---------------------------------------------------------- | ---------------------------------------------------------- | ---------------------------------------------------------- | ---------------------------------------------------------- | ---------------------------------------------------------- | ---------------------------------------------------------- | ---------------------------------------------------------- | ---------------------------------------------------------- | ---------------------------------------------------------- |
| 1801                                                       | 1849                                                       | 1900                                                       | 1930                                                       | 1960                                                       | 1981                                                       | 1991                                                       | 2001                                                       | 2004                                                       |
| 1875                                                       | 3436                                                       | 7047                                                       | 11498                                                      | 16966                                                      | 18962                                                      | 18979                                                      | 20161                                                      | 20908                                                      |

## Freguesies
- Foros de Salvaterra
- Glória do Ribatejo
- Granho
- Marinhais
- Muge
- Salvaterra de Magos